# Журавное (Винницкая область)
Жура́вное (укр. Журавне, пол. Żurawna, Żurawno) — село на Украине, находится в Литинском районе Винницкой области.
Код КОАТУУ — 0522482801. Население по переписи 2001 года составляет 1340 человек. Почтовый индекс — 22325. Телефонный код — 4347.
Занимает площадь 0,31 км².

## Религия
В селе действует храм Рождества Пресвятой Богородицы Литинского благочиния Винницкой епархии Украинской православной церкви.

## Адрес местного совета
22325, Винницкая область, Литинский р-н, с. Журавное, ул. Центральная, 3